# Cinq Jours à Milan
Pour plus de détails, voir Fiche technique et Distribution.
Cinq Jours à Milan (Le cinque giornate) est une comédie historique italienne de Dario Argento, sorti en 1973.
Conformément au genre cinématographique « ottocentesco-popolare » (film en costumes sur le XIXe siècle italien), le film dépeint un épisode célèbre du Printemps des peuples et du Risorgimento en Italie — les cinq journées de Milan —. Le film constitue la seule incursion de Dario Argento dans ce genre historico-comique, lui qui réalise sinon exclusivement des gialli ou des films d'épouvante fantastique.

## Synopsis
Pendant les cinq journées de Milan (du 18 au 22 mars 1848), un petit délinquant, Cainazzo, qui s'est échappé de prison à la suite d'un bombardement d'artillerie, se lie d'amitié avec Romolo, un boulanger romain au caractère bien trempé. Romolo est venu à Milan pour aider son oncle dans son travail, alors qu'il est à la recherche de son chef Zampino, également connu sous le nom de « Libertà ».
Ils sont pris dans un tourbillon d'événements tragicomiques : ils participent à l'érection d'une barricade avec le mobilier d'une comtesse nymphomane, qui se livre ensuite aux révolutionnaires victorieux ; ils aident une parturiente à accoucher ; ils sont enrôlés malgré eux dans la brigade de l'ambigu Baron Trazunto ; ils assistent à la violence des « patriotes » et aux représailles des Autrichiens. Cainazzo, pour avoir utilisé sa liberté d'opinion proclamée, est battu par les « patriotes » comme fauteur de troubles. Il sauve ensuite la veuve d'un Autrichien, qui leur donne de la nourriture en échange.
Cainazzo, arrêté par les Autrichiens alors qu'il tentait de quitter Milan, est jugé et libéré par Zampino qui, pour gagner de l'argent, a joué trois rôles : voleur, patriote et Autrichien. Après avoir rejoint Romolo et la brigade du baron Trazunto, il assiste à un nouvel acte de violence gratuite de la part des « patriotes » : un homme dénonce sa fiancée (qui lui préfère un soldat autrichien) comme étant une traîtresse collaboratrice. La troupe de Trazunto fait irruption dans la chambre de la jeune fille ; Trazunto tue le soldat autrichien en lui tirant une balle dans la tête et viole la jeune fille. Romolo tente de la défendre et dans la bagarre, Trazunto tombe dans les escaliers, mourant sur le coup. Romolo est emmené et abattu. Outré et exaspéré, Cainazzo, au plus fort de la célébration de la victoire du peuple, crie son indignation face à ce qui, selon lui, n'est rien d'autre qu'une supercherie au profit exclusif des « seigneurs ».

## Fiche technique
- Titre français : Cinq Jours à Milan ou Cinq Jours de révolution[1]
- Titre original : Le cinque giornate[2]
- Réalisation : Dario Argento
- Scénario : Dario Argento, Luigi Cozzi et Enzo Ungari (it)
- Photographie : Luigi Kuveiller
- Montage : Franco Fraticelli
- Musique : Giorgio Gaslini
- Décors : Giuseppe Bassan
- Costumes : Elena Mannini (it)
- Effets spéciaux : Aldo Gasparri (it)
- Trucages : Giuliano Laurenti (it)
- Producteur : Claudio Argento, Salvatore Argento
- Société de production : Seda Spettacoli
- Pays d'origine :  Italie
- Langue de tournage : italien
- Format : Couleur - 2,35:1 - Son mono - 35 mm
- Genre : Comédie, Film historique[1]
- Durée : 122 minutes (2 h 2)[2]
- Date de sortie :
  - Italie : 20 décembre 1973
- Classification :
  - Italie : Interdit aux moins de 14 ans[2]

## Distribution
- Adriano Celentano : Cainazzo
- Enzo Cerusico : Romolo Marcelli
- Marilù Tolo : la Comtesse
- Luisa De Santis (it) : la femme enceinte
- Glauco Onorato : Zampino
- Carla Tatò (it) : la veuve
- Sergio Graziani : le baron Tranzunto
- Ugo Bologna : un officier à la fête de la victoire
- Tom Felleghy : Mariano
- Dario Argento : l'homme au bandage avec Trazunto
- Salvatore Baccaro : Garafino
- Guerrino Crivello (it) : un citoyen
- Emilio Marchesini (it) : un prisonnier
- Dante Maggio : le vieux prisonnier
- Ivana Monti (it) : la femme violée par Trazunto
- Rolanda Benac : la seconde femme de Trazunto
- Loredana Martinez (it)
- Fulvio Mingozzi
- Stefano Oppedisano (it)

## Production
C'est au départ Nanni Loy qui était pressenti pour la réalisation, avec Ugo Tognazzi comme interprète principal. Après que ces deux derniers se soient désistés, Dario Argento a pris en main le projet. C'est un film particulièrement atypique dans la carrière du réalisateur, plutôt spécialisé dans le giallo et le film fantastique.
Les prises de vue ont été surtout faites dans la ville lombarde de Pavie, à la piazza Borromeo et son collège, dans le salon thérésien de la bibliothèque universitaire, à la piazza Antoniotto Botta Adorno, à la piazza du College Ghislieri et à la basilique San Teodoro.
Quelques scènes ont été néanmoins tournées à Milan, à la via Palazzo Reale et sur la place devant le palazzo Belgioioso.

## Exploitation
Il reçoit un accueil critique plutôt négatif, mais le film est finalement un succès, enregistrant 2,6 millions de spectateurs et rapportant 1 milliard 280 millions de lires, se classant 48e film au box-office Italie 1973-1974.
Le film a été peu projeté en France, avec une sortie limitée dans le Sud-Est principalement. Lors d'une rétrospective consacrée à Dario Argento, le film est projeté à la Cinémathèque française le 16 juillet 2022 avec le commentaire « Coécrit avec le poète et fondateur du Parti ouvrier Nanni Balestrini, [le film est] un prétexte pour évoquer l'actualité et l'air du temps révolutionnaire ».